# Louis Hersent
Pour les articles homonymes, voir Hersent.
Louis Hersent né le 10 mars 1777 à Paris et mort le 2 octobre 1860 dans la même ville est un peintre et graveur français.
Son épouse, Louise Hersent, est également peintre.

## Biographie

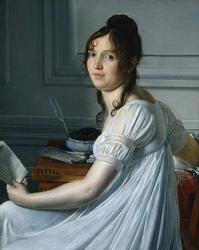
Portrait de Sophie Crouzet, Cleveland Museum of Art.

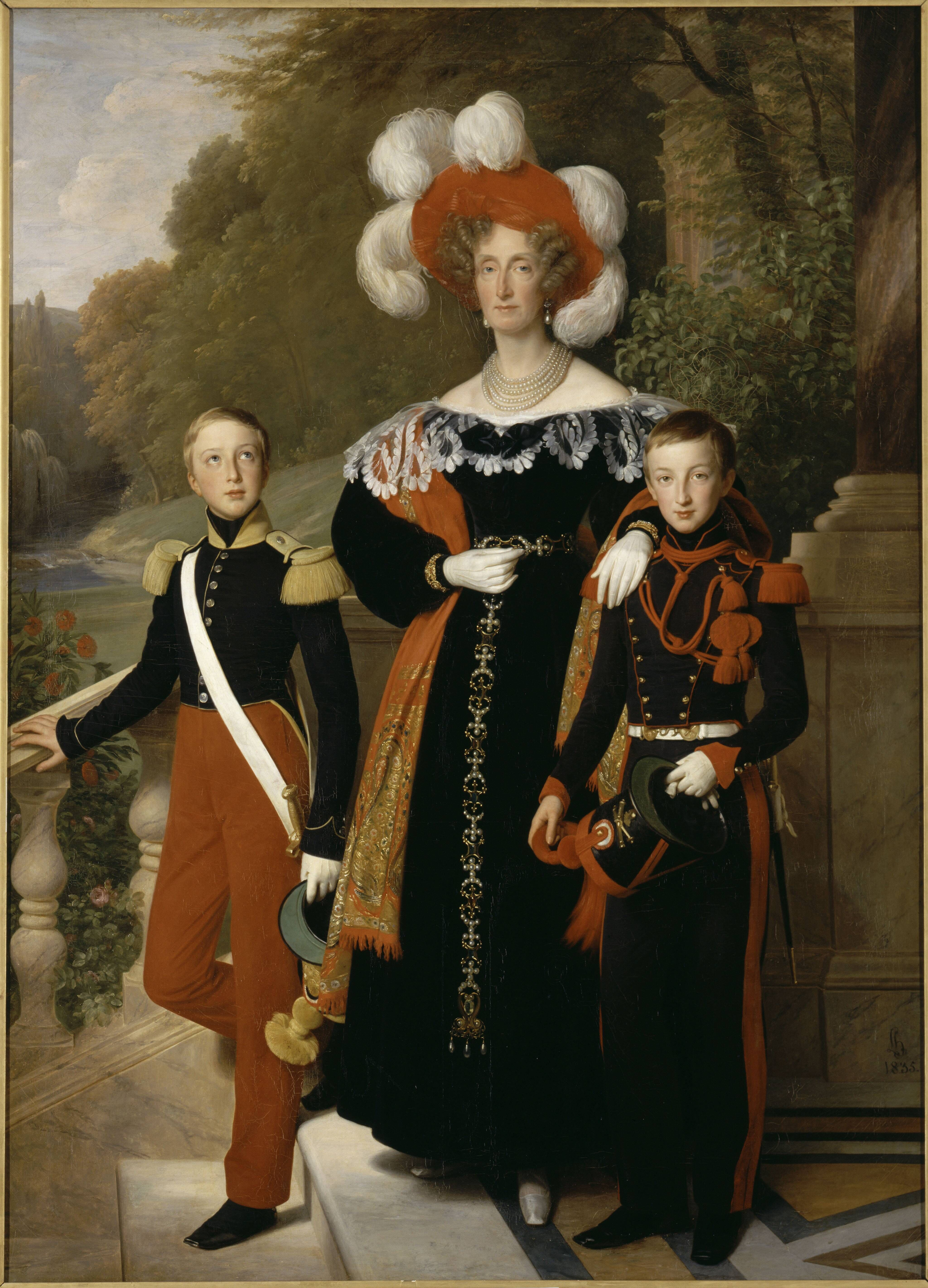
La Reine Marie-Amélie et ses enfants (1835), château de Versailles.

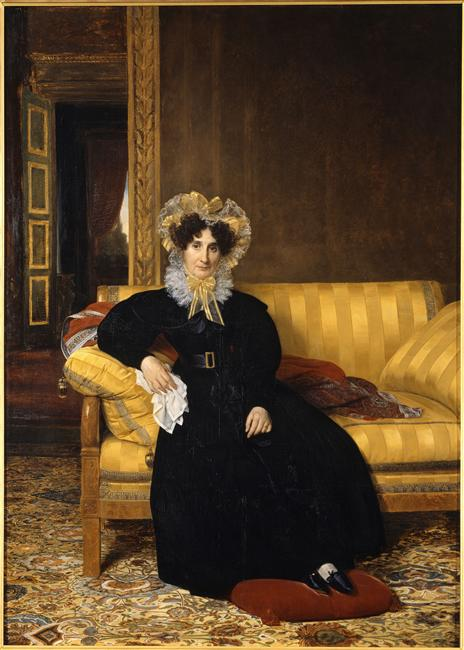
Portrait de Madame Jean-Charles Clarmont, née Rosalie Favrin (1772-1858), (1828), château de Versailles.

Né d'un père graveur, Louis Hersent est élève de Jacques-Louis David et de Jean-Baptiste Regnault. Il obtient un second prix de Rome pour La Mort de Caton d'Utique en 1797. C'est un peintre d'histoire encore influencé par le néo-classicisme dû à son apprentissage chez David, et un portraitiste aux accents romantiques. Il peint un grand nombre de portraits en pieds dont : Le Duc de Richelieu, Le Prince de Carignan, etc.
Il expose La Métamorphose de Narcisse au Salon de 1802. Il continue à exposer jusqu'en 1831, avec de rares interruptions. Ses œuvres majeures sous l'Empire sont Achille se séparant de Briséis, Atala mourant dans les bras de Chactas (ces deux tableaux apparaissent parmi les gravures des Annales du musée de Landon), Un incident de la vie de Fénelon (1810, château de la Malmaison) et Le Passage du pont de Landshut (1810, château de Versailles). Il est élu membre de l'Académie des beaux-arts en 1822. Nommé professeur de peinture à l'École des beaux-arts de Paris, le 17 mars 1825, en remplacement d'Anne-Louis Girodet, il aura Émile Signol pour successeur à sa mort en 1860.
Il épouse Louise Marie-Jeanne Hersent (1784-1862), fille du savant géomètre Antoine-René Mauduit. Peintre également, elle est élève de Charles Meynier. Sa première exposition au Salon de peinture date de 1810. Elle ouvre à leur domicile parisien, au 22, rue Cassette, une école de peinture réservée aux femmes. Elle en confie la direction à l'une de ses meilleures élèves, Louise Adélaïde Desnos, à qui succède Auguste Galimard (1813-1880), auteur d'une Léda célèbre qui domina la place qu'occupait la chapelle de cet ancien couvent de religieuses. Lui-même y avait son atelier ouvert à ses élèves. Marie-Jeanne Hersent meurt quatorze mois après son époux.
Le couple repose à Paris au cimetière du Père-Lachaise (32e division), où leur sépulture est ornée d'un médaillon en marbre blanc et de sculptures en bas-reliefs de François Lanno, représentant les deux artistes et leurs œuvres,.

## Œuvres dans les collections publiques
- Beaune, musée des Beaux-Arts : Débarquement de Christophe Colomb à San Salvador, huile sur toile.
- Chantilly, musée Condé : La Reine Marie-Amélie, huile sur toile.
- Dijon, musée des Beaux-Arts :
  - Portrait du marquis de Clermont-Tonnerre, vers 1822-1824, huile sur toile, 192 × 144 cm ;
  - Portrait de la marquise de Clermont-Tonnerre née Charlotte Carvoisin d’Achy, vers 1822-1824, huile sur toile, 192 × 144 cm[7].
- Dijon, musée Magnin : Le Rossignol, huile sur toile.
- Les Pêcheries, musée de Fécamp : Portrait de Casimir Périer, député, 1832
- Gray, musée Baron-Martin : Le Président Lamoignon conciliant ses paysans, lavis de bistre, 11 × 8 cm.
- Orléans, musée des Beaux-Arts: Portrait de Romain de Bourge (?-1860), architecte du gouvernement, vers 1846, huile sur toile, 74 x 60 cm[8] .
- Pau, château de Pau : Henri IV, 1823, huile sur toile.
- Paris :
  - musée Carnavalet : Louis-Marie Turreau de Garambouville, 1800, huile sur toile.
  - musée d'Histoire de la médecine : Mort de Xavier Bichat.
  - musée du Louvre :
    - Daphnis et Chloé, 1822, réplique du tableau de 1817, huile sur toile ;
    - Madame Félix Cadet de Gassicourt, 1824, huile sur toile.

  - musée de la Vie romantique : Madame Le Doyen, 1822, huile sur toile.
- Rueil-Malmaison, château de la Malmaison :
  - Fénelon ramenant une vache à des paysans, 1810, huile sur toile ;
  - Madame Constantin, huile sur toile.
- Versailles, château de Versailles :
  - Passage du pont de Landshut, 1810, huile sur toile ;
  - Louis XVI secourant des malheureux pendant l'hiver de 1788, 1817, huile sur toile ;
  - Henri Charles Ferdinand Marie Dieudonné d'Artois, duc de Bordeaux et sa sœur Marie-Thérèse d'Artois, vers 1821, huile sur toile ;
  - La Reine Marie-Amélie et ses enfants, 1835, huile sur toile[9] ;
  - Jacques Raymond Brascassat, 1851, huile sur toile ;
  - Delphine de Girardin, huile sur toile.
- Vizille, musée de la Révolution française : Portrait de Pauline Loyer, Madame Casimir Perier, huile sur toile.

## Estampes
Louis Hersent consacra la dernière partie de sa vie principalement à la gravure, illustrant les Fables de Jean de La Fontaine.
- Daphnis et Chloé, après 1817, gravé par Jean Nicolas Laugier et Antoine François Gelée.
- Abdication de Gustave Ier Vasa, 1831, gravé par Louis-Pierre Henriquel-Dupont.
- Ruth et Booz, après 1822, gravé par Pierre Alexandre Tardieu.
- Jeu de cartes, gravure de Louis Hersent et Pierre-Nolasque Bergeret d'après le dessin d'Armand Gustave, château de Pau.
- La Reine Marie-Amélie, lithographié par Léon Noël.
- Le Lutrin de Nicolas Boileau, illustration pour le Chant II, vers 85-86, gravé par Géraut.

## Salons
- 1802 : La Métamorphose de Narcisse, huile sur toile.
- 1804 : Achille livrant Briséis aux héraults d'Agamemnon, huile sur toile.
- 1806 : Atala s'empoisonne dans les bras de Chactas, huile sur toile ; Le Tombeau aérien, coutume américaine, huile sur toile.
- 1808 : portraits de femmes, huiles sur toile.
- 1810 : Fénelon ramenant une vache à des paysans, huile sur toile.
- 1817 :
  - Daphnis et Chloé, huile sur toile ;
  - Mort de Xavier Bichat.
- 1822 : Ruth et Booz, huile sur toile.
- 1824 : Le Prince de Carignan, huile sur toile.
- 1826 : Daphnis et Chloé, huile sur toile.
- 1827 : Henri IV, huile sur toile.
- 1831 :
  - Portrait du Louis-Philippe Ier en pied, en uniforme de garde national, huile sur toile, détruit en 1848 dans le saccage du Palais-Royal ;
  - Portrait du duc de Montpensier en costume d'Auvergnat, huile sur toile, détruit en 1848 dans le saccage du Palais-Royal ;
  - Portrait de la reine Marie-Amélie, huile sur toile, localisation inconnue.

## Expositions
- 1826, Paris, galerie Lebrun : Daphnis et Chloé.
- 1830, Paris, musée du Luxembourg : Passage du pont de Landshut.

## Distinctions
- Membre de l'Académie Royal de Berlin.
- Membre de l'Institut.
- Officier de la Légion d'honneur en 1825.

## Élèves
- Jacques Raymond Brascassat (1805-1867), premier grand prix de Rome de paysage historique en 1825 [10].
- Hippolyte-Joseph Cuvelier (1803-1876).
- François-Gustave Dauphin (1804-1859).
- Augustin-Luc Demoussy (1809-1880).
- Louise Adélaïde Desnos (1807-1878).
- Constant Dutilleux (Douai 1807-1865).
- Karl Girardet (1813-1871).
- Emma Leroux de Lincy
- Alphonse-Léon Noël (1807-1884).
- Augustin-Désiré Pajou (1800-1878).
- François-Alexandre Pernot (1793-1865).
- Eugène Pluchart (1806-1880).
- Eugène Le Poittevin (1806-1870).
- Henri de Triqueti (1804-1874).
- Théophile Vauchelet (1802-1873).
- Victor Vibert.
- Delphine Alexandrine Zier.